# سیارک ۱۳۲۸
سیارک ۱۳۲۸ (به انگلیسی: 1328 Devota، نامگذاری:1925UA) هزار و سیصد و بیست و هشتمین سیارک کشف شده‌است که در ۲۱ اکتبر ۱۹۲۵ و در الجزیره کشف شد.
قدر مطلق سیارک برابر ۱۰٫۳۱ است.